# Pîleavka, Stara Sîneava
Pîleavka (în ucraineană Пилявка) este localitatea de reședință a comunei Pîleavka din raionul Stara Sîneava, regiunea Hmelnîțkîi, Ucraina.

## Demografie
Componența lingvistică a localității Pîleavka
     Ucraineană (99,83%)
     Alte limbi (0,17%)
Conform recensământului din 2001, majoritatea populației localității Pîleavka era vorbitoare de ucraineană (99,83%), existând în minoritate și vorbitori de alte limbi.